# 美洲擬鰈
美洲擬鰈（學名：Pseudopleuronectes americanus）是鰈科下的一種比目魚。它們原產於由加拿大拉布拉多至美國喬治亞州的西北大西洋海岸。它們是由紐芬蘭至马萨诸塞湾的海域中最為普遍的近岸比目魚。它們夏天會生活在離岸的深水區，冬天就會游到近岸的淺水區，如河口、河流及海灣。
美洲擬鰈可長達64厘米及重3.6公斤。它們與大西洋牙鮃不同之處是其眼睛位於身體的右側及沒有牙齒。它們的肉質美味。
於1991年，美洲擬鰈的基因被用作發明轉基因的蕃茄。這種基因可以編出一種能抵受低溫的蛋白質，以減低因結霜所造成的破壞。

## 生命周期
美洲擬鰈每年冬天都會游到近岸產卵。它們的遷徙可以分為兩個階段：於秋天在產卵前會游到河口，與及在春天／夏天在產卵後游到較深及寒冷的河口或離岸海域。這種季節性的模式在較寒冷的北部會有所不同，相反在夏天才游到淺水區，冬天游到深水區。每年的產卵季節都會因地理而有所不同。雖然產卵期大幅重疊，但南部的高峰期會較早出現。
雌鰈會將卵產在產卵地上。魚苗及幼鰈的成長及生存受到溫度、鹽度、溶氧及食物供應所影響。魚苗及幼鰈一般會在鹹水小海灣、海岸鹽湖及河口等地方生長。魚苗於初春主要分佈在河口的上游，及後向下游進發。

## 威脅
美洲擬鰈受到掠食、寄生蟲、疾病及競爭等威脅。掠食性魚類（如銀花鱸魚、扁鰺、蟾魚目及大西洋牙鮃）、鳥類、無脊椎動物及海生哺乳動物都會獵食其魚苗及幼鰈。大西洋鱈魚、白斑角鯊、鮟鱇科及眼斑鳐都是成年美洲擬鰈的主要掠食者。蝟鰩、美星鯊、鱈魚、棘皮油魚科、帶紋鋸魴鮄、銀花鱸魚、扁鰺及斑擬隱棘䲁也會吃少量成年美洲擬鰈。

## 食性
美洲擬鰈的食物受其口部大小所限制。成年的主要吃細小的無脊椎動物、蝦、蛤蜊及蠕蟲。它們主要在日間覓食，因為它們是以視覺來捕捉獵物。於晚上，它們會收縮其眼睛，直至天明。

## 管理
美洲擬鰈群落因過度漁獵及棲息地破壞而大幅減少。管制措施集中在減低漁獲的死亡率、經濟影響及社群影響等。